# Nustrup Sogn
Nustrup Sogn ist eine Kirchspielsgemeinde (dän.: Sogn)  in Nordschleswig im südlichen Dänemark. Bis 1970 gehörte sie zur Harde Gram Herred im damaligen Haderslev Amt, danach zur Vojens Kommune im damaligen Sønderjyllands Amt, die im Zuge der Kommunalreform zum 1. Januar 2007 in der „neuen“  Haderslev Kommune in der Region Syddanmark aufgegangen ist.
Im Kirchspiel leben 1153 Einwohner, davon 535 im Kirchdorf (Stand:1. Januar 2023).

## Söhne und Töchter (Auswahl)
- Frederik Rudbek Henrik von Bülow (1791–1858), dänischer General